# Fate, Texas
Fate là một thành phố thuộc quận Rockwall, tiểu bang Texas, Hoa Kỳ. Năm 2010, dân số của xã này là 6357 người.

## Dân số
- Dân số năm 2000: 497 người.
- Dân số năm 2010: 6357 người.